# Anders Sparrman
Anders Sparrman (Tensta, província de Uplândia, 27 de fevereiro de 1748 — Estocolmo, 9 de agosto de 1820)  foi um naturalista sueco, abolicionista e apóstolo de Carl Linnaeus.

## Vida
Sparrman era filho de um clérigo. Aos nove anos matriculou-se na Universidade de Uppsala, iniciando os estudos de medicina aos quatorze anos e tornando-se um dos alunos mais destacados de Linnaeus. Em 1765 ele viajou para a China como médico de bordo, retornando dois anos depois e descrevendo os animais e plantas que havia encontrado. Nesta viagem conheceu Carl Gustaf Ekeberg.
Ele partiu para o Cabo da Boa Esperança em janeiro de 1772 para assumir o cargo de tutor. Quando James Cook chegou lá no final do ano, no início de sua segunda viagem, Sparrman foi contratado como naturalista assistente de Johann e Georg Forster. Após a viagem, voltou à Cidade do Cabo em julho de 1775 e exerceu a medicina, ganhando o suficiente para financiar uma viagem ao interior. Ele foi guiado por Daniel Ferdinand Immelman, o jovem fronteiriço que já havia guiado o botânico sueco Carl Peter Thunberg. Daniel e Sparrman chegaram ao Great Fish River e retornaram em abril de 1776.
Em 1776 Sparrman retornou à Suécia, onde recebeu um doutorado honorário em sua ausência. Ele também foi eleito membro da Real Academia Sueca de Ciências em 1777. Ele foi nomeado guardião das coleções históricas naturais da Academia de Ciências em 1780, professor de história natural e farmacologia em 1781 e assessor do Collegium Medicum em 1790. Em 1790 foi eleito para a American Philosophical Society. Em 1787 ele participou de uma expedição à África Ocidental, mas não teve sucesso.
Sparrman publicou vários trabalhos, dos quais o mais conhecido é o relato de suas viagens na África do Sul e com Cook, publicado em inglês como Uma viagem ao Cabo da Boa Esperança, em direção ao círculo polar antártico e ao redor do mundo: Mas principalmente em o país dos Hotentotes e Caffres, do ano de 1772 a 1776 (1789). Ele também publicou um Catálogo do Museu Carlsonianum (1786-1789), no qual descreveu muitos dos espécimes que havia coletado na África do Sul e no Pacífico Sul, alguns dos quais eram novos para a ciência. Ele publicou uma Ornitologia da Suécia em 1806.

O asteróide 16646 Sparrman leva seu nome. O romancista sueco Per Wästberg escreveu um romance biográfico sobre Sparrman que foi publicado em inglês em 2010, sob o título de The Journey of Anders Sparrman.